# 홍길동 (애니메이션)
《홍길동》은 1967년 1월에 상영된 대한민국의 최초 만화 애니메이션 영화이다.
일본에서도 수출되어 《소년 용자 길동》(少年勇者ギルドン)이라는 제목으로 상영된 적이 있다. 해당영상은 한동안 전해지지 않다가 2007년 11월에 김준양 교수가 일본수출분을 가지고 와서 거기에 남아있던 한글 오디오 자료분을  합쳐서 복원을 하게 되었으며
실제 공개분 앞부분에 일본어가 적힌 이유가 이때문이다.

## 수상
- 제6회 대종상 문화영화 작품상
- 제4회 남도영화제 문화영화상

## 갤러리

《홍길동》의 한 장면.